# (11756) Geneparker
(11756) Geneparker (2779 P-L) – planetoida z pasa głównego asteroid okrążająca Słońce w ciągu 3,36 lat w średniej odległości 2,24 j.a. Odkryta 24 września 1960 roku.